# Swedish Open 1978
Lo Swedish Open 1978 è stato un torneo di tennis giocato sulla terra rossa. È stata la 31ª edizione del torneo, che fa parte della categoria del Colgate-Palmolive Grand Prix 1978. Il torneo si è giocato a Båstad in Svezia dal 17 al 23 luglio 1978.

## Campioni

### Singolare maschile
Björn Borg ha battuto in finale  Corrado Barazzutti con il punteggio di 6–1 6–2.

### Doppio maschile
Bob Carmichael /  Mark Edmondson hanno battuto in finale  Peter Szoke /  Balázs Taróczy con il punteggio di 7–5, 6–4.